# Mais comment font les femmes ?
Pour plus de détails, voir Fiche technique et Distribution.
Mais comment font les femmes ? ou Je ne sais pas comment elle fait au Québec (I Don't Know How She Does It)
est un film américain réalisé par Douglas McGrath en 2011.

## Synopsis
Kate Reddy tente d'allier sa carrière qui lui tient à cœur et sa famille, mari et enfants, qu'elle aime avec passion.

## Fiche technique
- Titre original : I Don't Know How She Does It
- Titre : Mais comment font les femmes ?
- Réalisation : Douglas McGrath
- Directeur de la photographie : Stuart Dryburgh
- Société de production : The Weinstein Company
- Société de distribution : The Weinstein Company
- Scénario : Aline Brosh McKenna, Allison Pearson
- Durée : 89 minutes aux États-Unis
- Pays :  États-Unis
- Langue originale : anglais
- Dates de sortie :
  - 16 septembre 2011 aux  États-Unis
  - 21 septembre 2011 en  France

## Distribution

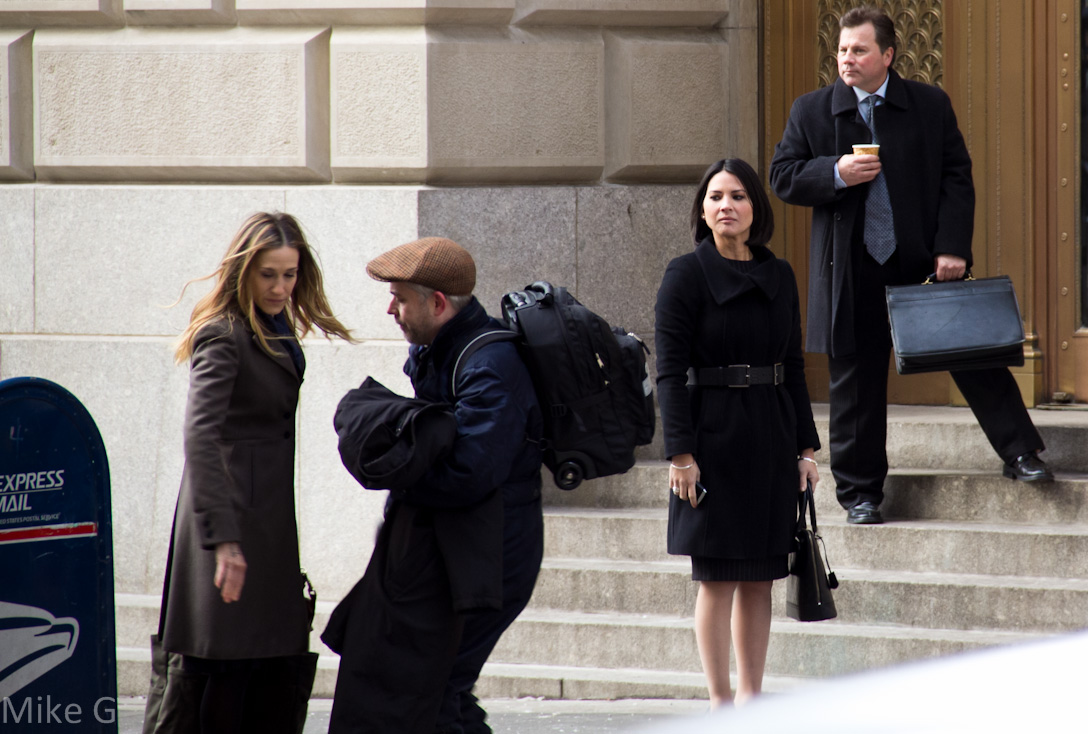
Les actrices Sarah Jessica Parker et Olivia Munn sur le tournage du film à New York, en janvier 2011.

- Sarah Jessica Parker (VF : Martine Irzenski ; VQ : Pascale Montreuil[1]) : Kate Reddy
- Greg Kinnear (VF : Bruno Choël ; VQ : Antoine Durand) : Richard Reddy
- Pierce Brosnan (VF : Emmanuel Jacomy ; VQ : Daniel Picard) : Jack Abelhammer
- Christina Hendricks (VF : Marine Jolivet ; VQ : Annie Girard) : Allison Henderson
- Olivia Munn (VF : Noémie Dujardin ; VQ : Mélanie Laberge) : Momo Hahn
- Kelsey Grammer (VF : Philippe Catoire ; VQ : Guy Nadon) : Clark Cooper
- Seth Meyers (VQ : Patrice Dubois) : Chris Bunce
- Mark Blum (VQ : Claude Prégent) : Lew Reddy, le père de Richard
- Jane Curtin (VF : Frédérique Cantrel ; VQ : Claudine Chatel) : Marla Reddy, la mère de Richard
- Busy Philipps (VQ : Nadia Paradis) : Wendy Best
- Sarah Shahi : Janine LoPietro
- Jessica Szohr : Paula
- Emma Rayne Lyle (VQ : Noor Barrere) : Emily Reddy
- Julius Goldberg et Theodore Goldberg : Ben Reddy
- James Murtaugh : Roger Harcourt
- Mika Brzezinski : elle-même
- Marceline Hugot (en) : Beth
- Steve Routman : Marcus
- Raymond McAnally : Roy
- Katie Jyde Lewars : une maman
- Robbie Sublett : un père